# ناحیه کوهستان بالا
ناحیه کوهستان بالا (به انگلیسی: Upper Kohistan District) یک منطقهٔ مسکونی در پاکستان است که در خیبر پختونخوا واقع شده‌است. ناحیه کوهستان بالا ۷۸۴٬۷۱۱ نفر جمعیت دارد.